# Kontuly Béla
Nemessányi Kontuly Béla (Miskolc, 1904. február 3. – Budapest, 1983. április 14.) magyar festő, művészpedagógus.

## Élete
Tanulmányait a prágai képzőművészeti akadémián és a budapesti Képzőművészeti Főiskolán végezte, mesterei Réti István és Dudits Andor voltak. Már főiskolás korában kiállították műveit a kassai Keletszlovákiai Múzeumban. 1928-tól 1930-ig a Római Magyar Akadémia ösztöndíjasa volt feleségével, Fuchs Hajnalkával együtt. 1932-ben az Ernst Múzeumban megrendezte műveinek gyűjteményes kiállítását. 1934-ben belépett a Munkácsy Céh Művészeti Egyesületbe. Ő készítette a Szegedi Egyetem lépcsőháza, a budapesti Hermina úti kápolna, a Herminamezői Szentlélek-templom és a komáromi katolikus templom freskóit, majd 1939-ben a vízivárosi Szent Anna-templom falképeit; ez utóbbit Molnár C. Pállal közösen. Jelentős alkotásai közé tartozik még a budapesti Thököly úti Domonkos-templom díszítése, valamint a székesfehérvári városháza dísztermének Az Aranybulla kihirdetése c. freskója. 1940-ben a Székesfőváros díjat kapta Jairus lányának feltámasztása c. festményéért. A második világháború éveiben ő festette a váci székesegyház apszisboltozatára az egyházmegye alapítását ábrázoló freskót, ezt azonban a dóm 2024-ben záruló felújítása során eltávolították, és visszaállították az eredeti 18. századi architekturális festést. 1939-től 1947-ig tanított a Képzőművészeti Főiskolán. 1945 után főleg freskókat restaurált egyházi megbízásból és templomok számára készített falképeket. 1974-ben Tokióban műveiből gyűjteményes kiállítást rendezett, ez volt egyben az utolsó kiállítása.

## Egyéni kiállítások
- 1975 • Gekkoso Galéria, Tokió (kat.)

## Válogatott csoportos kiállítások
- 1957 • Tavaszi Tárlat, Műcsarnok, Budapest
- 1967 • Magyar festők Itáliában, Magyar Nemzeti Galéria, Budapest
- 1996 • László Károly-gyűjtemény, Műcsarnok, Budapest

## Köztéri művei
- Szt. Ferenc látomása (freskó, 1948, Budapest, Törökvész úti Kapisztrán Szent János-templom)
- Szűz Mária hét öröme, Szűz Mária hét fájdalma, Mózes vizet fakaszt, Krisztus keresztelése, A ferencesek missziós tevékenysége (freskók, 1948, Szeged, Alsóvárosi Ferences templom)
- Angyali üdvözlet (freskó, 1949, Jászberény, Ferences templom)
- főoltár (1951, Harságy-puszta, Plébániatemplom)
- Assisi Szt. Ferenc és Szt. Erzsébet csodája (pannók, 1951, Ferences templom, Budapest, II. ker., Margit krt.)
- freskók (1951-1955, 1968, Sümeg, Ferences kegytemplom)
- Szt. József, Mária és Jézus élete (1956, Salgótarján, Ferences templom)
- freskók (1958, Budapest, Herminamezői Szentlélek-templom)
- freskók (1958-1959, Budapest, Ferences nővérek Mária Kongregációja temploma)
- freskók (1959-1961, Baja, Padovai Szt. Antal templom)
- freskók (Miskolc, Vasútvidéki Szt. István templom)

## Művek közgyűjteményekben
- Magyar Nemzeti Galéria, Budapest.

## Díjak, elismerések
- Benczúr-díj (1928)
- Balló Ede-díj (1934)
- Ipolyi Arnold-emlékérem (1936)
- Klebelsberg-díj (1936)
- Bécs város aranyérme (Vindobona-aranyérem, 1937)
- A párizsi világkiállítás arany- és ezüstérme (1937)
- Ferenc József-díj (1940[3] v. 1941[4])